# Смешанная парная сборная Китая по кёрлингу
Смешанная парная сборная Китая по кёрлингу — смешанная национальная сборная команда (составленная из одного мужчины и одной женщины), представляет Китай на международных соревнованиях по кёрлингу. Управляющей организацией выступает Ассоциация кёрлинга Китая (кит. 冰壺協會中國, англ. Chinese Curling Association).

## Результаты выступлений

### Олимпийские игры
| Год  | Место | Игры | Победы | Поражения | Состав (женщина, мужчина, тренер)             |
| ---- | ----- | ---- | ------ | --------- | --------------------------------------------- |
| 2018 | 4     | 8    | 4      | 4         | Ван Жуй, Ба Дэсинь, Чжан Чжипэн (тренер)      |
| 2022 | 9     | 9    | 2      | 7         | Фань Суюань, Лин Чжи, Томи Рантамяки (тренер) |

(данные отсюда:)

### Чемпионаты мира
| Год       | Место          | Игры           | Победы         | Поражения      | Состав (женщина, мужчина, тренер)                                       |
| --------- | -------------- | -------------- | -------------- | -------------- | ----------------------------------------------------------------------- |
| 2008      | 10             | 7              | 4              | 3              | Чжан Синьди, Ли Гуансюй, Zhao Zhenzhen (тренер)                         |
| 2009      | 4              | 10             | 7              | 3              | Сунь Юэ, Чжан Чжипэн, Даниэль Рафаэль (тренер)                          |
| 2010      | 3              | 9              | 6              | 3              | Сунь Юэ, Чжан Чжипэн, Даниэль Рафаэль (тренер)                          |
| 2011      | 6              | 9              | 6              | 3              | Li Xue, Цзоу Дэцзя, Чжан Вэй (тренер)                                   |
| 2012      | 7              | 9              | 7              | 2              | Лю Сыцзя, Цзи Яньсун                                                    |
| 2013      | 13             | 8              | 4              | 4              | Юй Синьна, Ма Яньлун                                                    |
| 2014      | 11             | 8              | 5              | 3              | Лю Сыцзя, Го Вэньли, Ван Фэнчунь (тренер)                               |
| 2015      | 16             | 9              | 5              | 4              | Мэй Цзе, Huang Ji Hui                                                   |
| 2016      | 2              | 10             | 8              | 2              | Ван Жуй, Ба Дэсинь, Millard Evans (тренер)                              |
| 2017      | 3              | 11             | 9              | 2              | Ван Жуй, Ба Дэсинь, Чжан Чжипэн (тренер)                                |
| 2018      | 13             | 9              | 5              | 4              | Фу Ивэй, Ма Яньлун, Чжан Вэй (тренер)                                   |
| 2019      | 19             | 7              | 5              | 2              | Фу Ивэй, Цзоу Дэцзя, Чжан Вэй (тренер), Zhu Yu (тренер)                 |
| 2021      | 9              | 9              | 4              | 5              | Ян Ин, Лин Чжи, Томи Рантамяки (тренер)                                 |
| 2022—2023 | не участвовали | не участвовали | не участвовали | не участвовали | не участвовали                                                          |
| 2024      | 12             | 9              | 3              | 6              | Ян Ин, Тянь Цзяфэн, Чжоу Янь (тренер), Ли Дунъянь (национальный тренер) |
| 2025      | 17             | 10             | 2              | 8              | Хань Юй, Ван Чжиюй, Чжоу Янь (тренер), Тань Вэйдун (тренер)             |

(данные отсюда:)

### Квалификационные турниры кчемпионатам мира
| Год       | Место | Игры | Победы | Поражения | Состав (женщина, мужчина, тренер)          |
| --------- | ----- | ---- | ------ | --------- | ------------------------------------------ |
| 2019/2020 | 3     | 9    | 7      | 2         | Ян Ин, Лин Чжи, Томи Рантамяки (тренер)    |
| 2022/2023 | 7     | 8    | 6      | 2         | Су Тинъюй, Li Menghua, Ли Гуансюй (тренер) |
| 2023/2024 | 3     | 9    | 7      | 2         | Ян Ин, Тянь Цзяфэн, Чжоу Янь (тренер)      |

### Азиатские игры
| Год  | Место | Игры | Победы | Поражения | Состав (женщина, мужчина, тренер)                     |
| ---- | ----- | ---- | ------ | --------- | ----------------------------------------------------- |
| 2025 | 3     | 7    | 6      | 1         | Хань Юй, Ван Чжиюй, Тань Вэйдун (национальный тренер) |